# Distretto di Lamballe
Il distretto di Lamballe era una divisione territoriale francese del dipartimento delle Côtes-d'Armor, istituita nel 1790 e soppressa nel 1795.
Era formato dai cantoni di Lamballe, Jugon, Landehen, Matignon, Moncontour, Plédéliac e Pleneuf.